# Brosimum potabile
Brosimum potabile är en mullbärsväxtart som beskrevs av Adolpho Ducke. Brosimum potabile ingår i släktet Brosimum och familjen mullbärsväxter. Inga underarter finns listade i Catalogue of Life.